# GISM
A GISM (G.I.S.M.) japán punk/metal együttes. 1981-ben alakultak Tokióban. Első nagylemezüket 1983-ban adták ki. A "GISM" név több dolog rövidítése (például: General Imperialism Social Murder, Gothic Incest Sex Machine, stb.) Frontemberük, Sakevi Yokoyama a nyolcvanas években egy punk fanzine-t is kiadott, POW Magazine néven. A magazin három kiadást élt meg. 1981-től 2002-ig működtek, majd hosszú szünet után, 2016-ban újból összeálltak. Az együttes hírnevet vívott ki magának erőszakos viselkedésével. Dokumentumfilm is készült a zenekarról. Lady Gaga is egy G.I.S.M. illetve Doom logóval ellátott mellényt viselt a Telephone című dalának klipjében.

## Tagok
- Sakevi Yokoyama - ének
- Kiichi Takashima - basszusgitár
- Ironfist Tatsushima - dob

## Korábbi tagok
- Kannon "Cloudy" - basszusgitár
- Hiroshima - dob
- Mario - dob
- Randy Uchida - gitár
- Souichi Hisatake - gitár

## Diszkográfia
Albumok
- Detestation (1983)
- M.A.N. (Military Affairs Neurotic) (1987)